# Ballblazer
Ballblazer ime je za računalnu igru koju je dizajnirala američka tvrtka Lucasfilm Games (preteča LucasArts Entertainment). Ova igra je originalno izašla za Atari 8-bitnu obitelj računala (Atari 800) i konzolu Atari 5200. Kasnije je ova igra preuređena za popularna kućna računala kao: Apple II, ZX Spectrum, Commodore 64, Amstrad CPC, te konzole NES i Atari 7800. Tijekom razvoja igra Ballblazer zvala se Ballblaster, i to je ime koje su nosile mnoge piratizirane kopije ove igre. Igra Ballblazer pripada žanru sporta.